# نكوجار (مقاطعة اشتهارد)
نكوجار (بالفارسية: نکوجار) هي قرية تقع في مقاطعة إشتهارد في إيران. يقدر عدد سكانها بـ 261 نسمة .